# Peugeot 305
Der Peugeot 305 ist ein Fahrzeug zwischen unterer Mittelklasse und Mittelklasse von Peugeot. Er wurde von Herbst 1977 bis Ende 1988 produziert. Zunächst war er als zusätzliches Modell angedacht, löste dann 1980 aber doch den etwas kleineren Peugeot 304 ab.

## Geschichte
Der Peugeot 305 wurde im November 1977 eingeführt und anfangs nur als viertürige Stufenhecklimousine angeboten.
Im August 1980 folgte noch der traditionell Break genannte Kombi. Dabei handelte es sich nicht nur um eine Karosserievariante, auch die Hinterradaufhängung unterschied sich von der Limousine erheblich. Auch hatte der Break bereits eine geteilte Rückenlehne, was seinerzeit bei Kombis noch nicht üblich war. Außerdem existierte eine Lieferwagenversion Break Service mit nur zwei seitlichen Türen und verblechten Seitenteilen.
Hinsichtlich Fahrleistungen, Ausstattung, Dimensionen und Karosseriegestaltung bestehen erhebliche Gemeinsamkeiten mit dem etwa zeitgleich herausgebrachten Renault 18. Allerdings ging diese Ähnlichkeit nicht auf eine Kooperation der beiden Hersteller zurück, es handelte sich um zwei eigenständige Entwicklungen.

## Technik

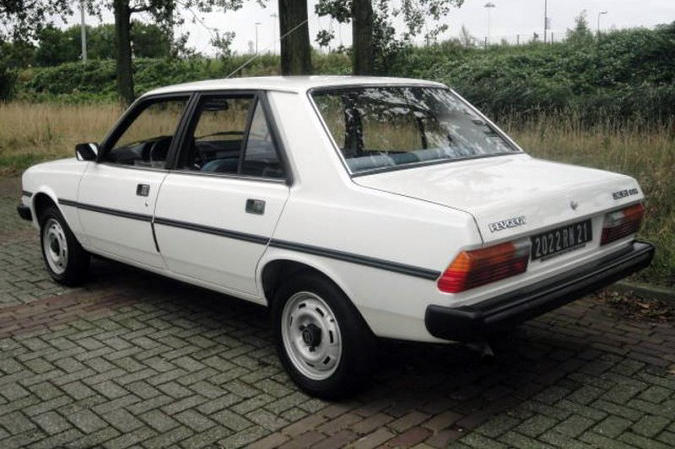
Heckansicht

### Motor
Zunächst gab es Vierzylinder-Ottomotoren mit 1,3 Liter und 1,5 Liter Hubraum mit 44 kW (60 PS) und 54 kW (74 PS), die konstruktiv auf den Leichtmetall-Motor des Peugeot 204 mit Getriebe in der Ölwanne zurückgingen. Der 60-PS-Motor hatte einen Solex 34 PBISA 5 Vergaser, die 74-PS-Variante einen Solex 35 PBISA 9. Der Aluminium-Motorblock hatte nasse, auswechselbare Zylinderlaufbuchsen, obenliegende Nockenwelle und Leichtmetall-Zylinderkopf; die Ventile sind über Kipphebel angetrieben. Diagnosestecker für Zündprüfung und gemeinsame Motor-Getriebeölfüllung von etwa 4 Litern. Wartungsintervalle für Ölwechsel alle 7500 km, für Inspektionen alle 15000 km. Später waren die XU-Motoren mit klassischer Trennung von Motor und Getriebe verfügbar (1,6 Liter mit 54 kW und 71 kW, 1,9 Liter mit 75 kW oder 72 kW mit Katalysator).
Der auch im Peugeot 205, Citroën Visa sowie vielen anderen Modellen des PSA-Konzerns eingesetzte Saugdieselmotor mit 1,9 Litern Hubraum und 48 kW rundete das Motorensortiment nach unten ab. Zuerst wurde noch ein kurzhubiger 1,5-Liter-Dieselmotor angeboten.
Der Motor war (anders als beim Renault 18) quer über der Vorderachse eingebaut, in einem Winkel von 20° geneigt. Das Getriebe liegt unter dem Motor mit einem gemeinsamen Ölkreislauf. Im Peugeot-Museum steht allerdings ein Prototyp mit dem PRV-Motor längs vor der Vorderachse. Der 305 war ausschließlich mit Frontantrieb erhältlich.

### Fahrwerk
Radaufhängung und Federung entsprachen weitgehend der des Peugeot 304: Vorn gab es ein MacPherson-System mit Lenkrollradius Null und Stabilisator. Die Hinterräder waren an gezogenen Längslenkern einzeln geführt, auch mit Stabilisator. Zur Federung dienten Schraubenfedern. Der verglichen mit dem 304 größere Radstand verbesserte das ohnehin schon gute Fahr- und Federungsverhalten noch weiter. Für den Kombi Break wurde eine andere Hinterradaufhängung entwickelt, mit nahezu horizontal angeordneten Feder-Dämpfer-Einheiten. Daraus ergab sich ein großer und sehr gut nutzbarer Laderaum, ohne störende Einbuchtungen.
Das Zweikreis-Bremssystem (TT-Aufteilung) hat ATE-Scheiben vorn und Girling-Trommelbremsen hinten, mit Bremskraftverstärker sowie Bremskraftbegrenzer an der Hinterachse. Zur Serieneinführung gab es recht schmale Reifen im Format 145 SR 14 auf 4.5-J-14-Felgen. Das Reserverad war außen unterhalb des Kofferraums angebracht. Der Tank befand sich nach Überlegungen zur passiven Sicherheit über der Hinterachse. Die Fahrleistungen sollen laut Peugeot bei der 60-PS-Maschine im Bereich 144 km/h und für 0–100 km/h 17,3 Sekunden gelegen haben, für den 75-PS-Vierzylindermotor bei 153 km/h und 13,2 Sekunden für die Beschleunigung von 0–100 km/h.

## Modelle
Der 305 wurde als Limousine und als Kombi angeboten, die Außenmaße der Karosserien waren bei beiden Modellen nahezu identisch:
- Länge: 4240 mm (Limousine), 4260 mm (Break)
- Breite: 1630 mm (Limousine), 1640 mm (Break)
- Höhe: 1400 mm (Limousine), 1420 mm (Break)

## Modellpflege
Mit der Überarbeitung im Herbst 1982 erhielt die Karosserie einen flacheren, aerodynamischeren Frontbereich. Außerdem verschwand die Baureihenbezeichnung von der Motorhaube, die nun wie bei allen anderen Modellen am Heck vorzufinden war.

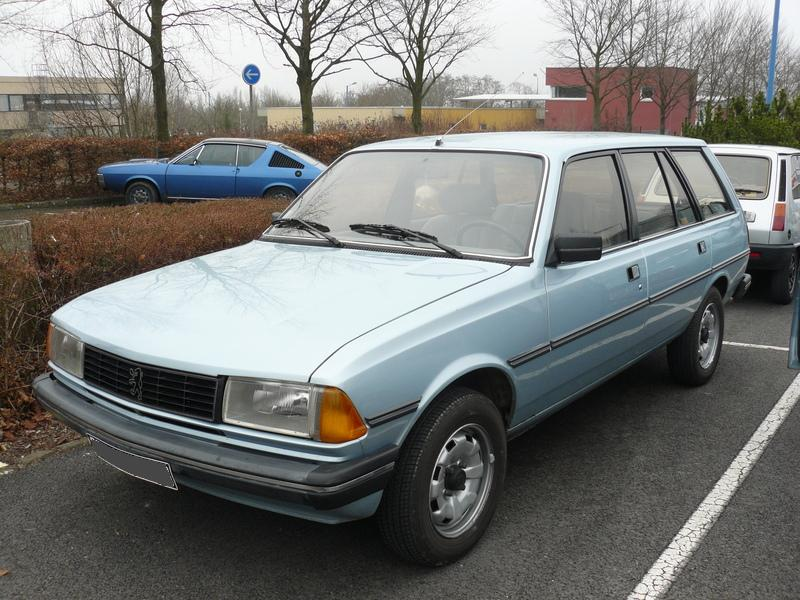
Peugeot 305 Break (1982–1988)
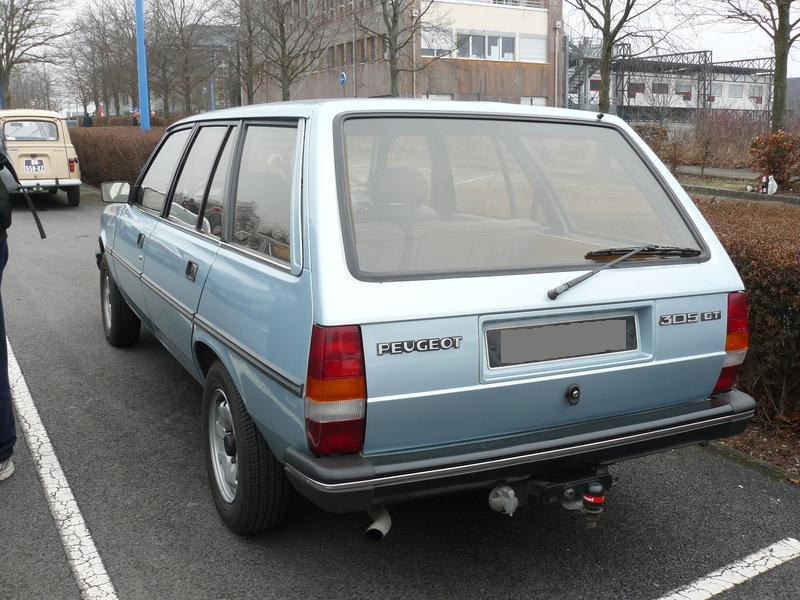
Heckansicht

## Ausstattungsvarianten

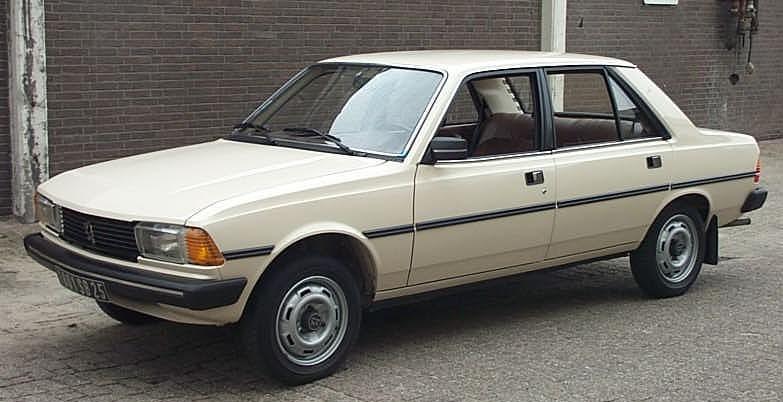
Peugeot 305 GR (1981)

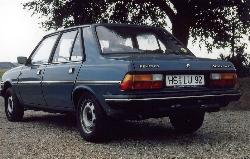
Peugeot 305 GLD (1983)

- GL: 1290 cm³, 44 kW (60 PS), Höchstgeschwindigkeit 144 km/h, Verbrauch 6,5 l bei 90 km/h
- GLS: 1472 cm³, 54 kW (74 PS), Höchstgeschwindigkeit 153 km/h, Verbrauch 6,2 l bei 90 km/h
- GR
- SR: 1472 cm³, 54 kW (74 PS), Höchstgeschwindigkeit 153 km/h, Verbrauch 6,2 l bei 90 km/h
- SR (ab 1986): 1905 cm³, ger. KAT., 72 kW (98 PS)
- GT (ab 1983)
- GTX
- GLD (Diesel)
- GRD (Diesel)
- SRD (Diesel)

### Sondermodelle
- 305 GL Plus
- 305 GL Rubin
- 305 Juwel
- 305 Speciale: Color-Verglasung, Rammschutzleisten, Breitreifen 165/70, Sportfelgen, Tweed-Sitzbezüge
- 305 S5: 5-Gang-Getriebe, Breitreifen 165/70, Sportfelgen, Drehzahlmesser, Sportlenkrad

## Bei der deutschen Polizei

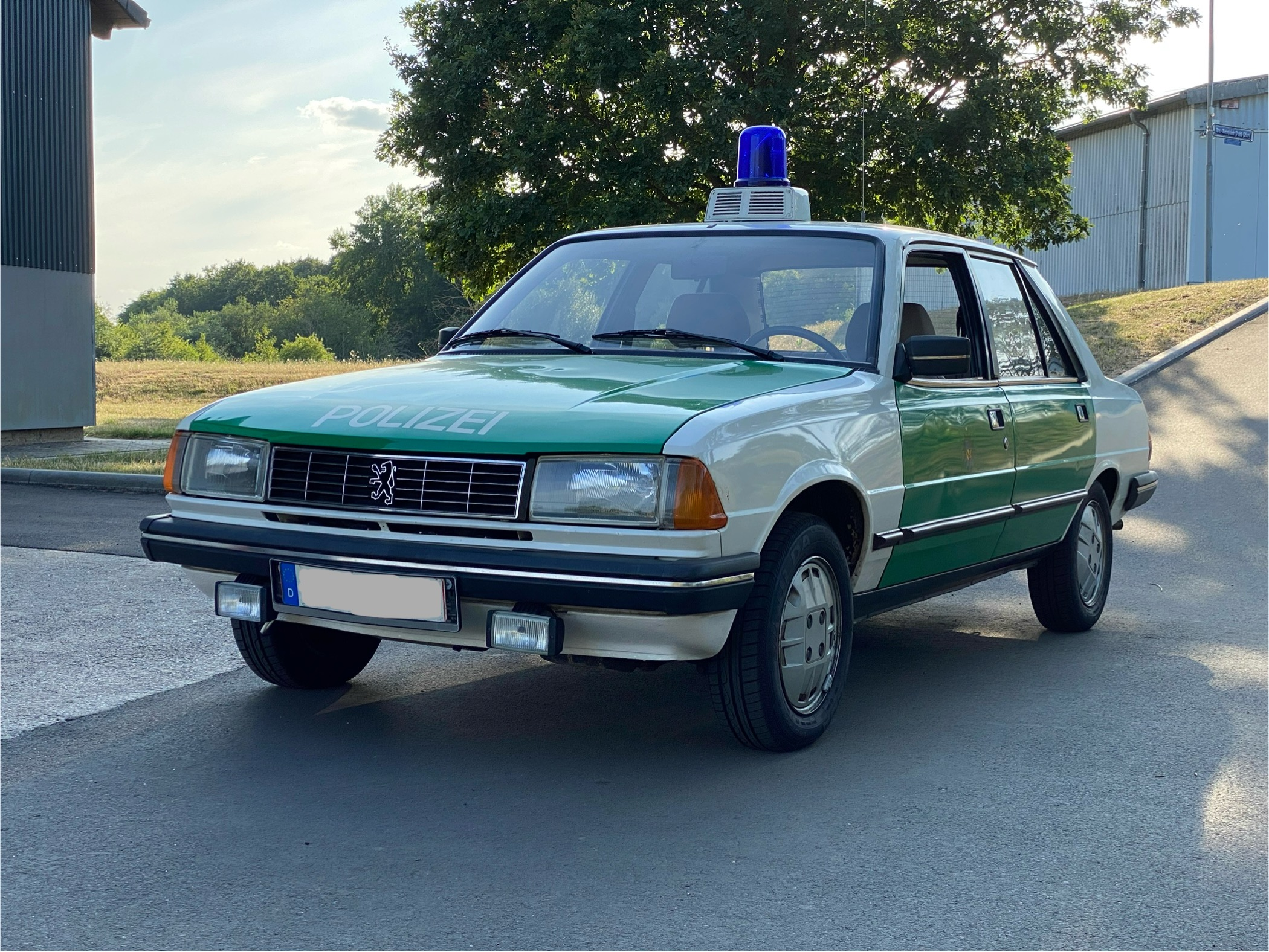
Peugeot 305 GRD der saarländischen Polizei von 1986. Zu sehen im 1. Deutschen Polizeioldtimer Museum in Marburg.

Der 305 war noch bis Ende der 1990er-Jahre im Saarland als Streifenwagen im Einsatz. Das lag an der traditionellen Verbindung des Saarlandes zu Frankreich nach dem Zweiten Weltkrieg (siehe Saarprotektorat) und an der Tatsache, dass Peugeot Deutschland in der Landeshauptstadt Saarbrücken seinen Sitz hatte.

## Nachfolger
Der 305 war viele Jahre lang das meistproduzierte Fahrzeug von Peugeot. Im Dezember 1988 wurde die Produktion von Limousine und Kombi eingestellt.
Die Nachfolger waren der bereits im Herbst 1985 vorgestellte 309, der in der Kompaktklasse angesiedelt war, und das im Herbst 1987 eingeführte größere Mittelklassemodell Peugeot 405.

## Belege
1. 1 2 3  Moderne Stufenheck-Modelle mit Frontantrieb. In: Kraftfahrzeugtechnik 7/1978, S. 218–220.
2. ↑  Datenblätter
3. 1 2 3  Neues Mittelklasse-Modell 305 von Peugeot. In: ATZ Automobiltechnische Zeitschrift. 1978. Auflage. Nr. 6. Franckh’sche Verlagshandlung, Stuttgart, S. 279 f.
4. ↑  Kombi mit Frontantrieb: Peugeot 305 Break. In: Kraftfahrzeugtechnik 4/1981, S. 123–124.